# Бозов, Никита Васильевич
Никита Васильевич Бозов (род. 28 января 2005, Москва) — российский футболист, защитник клуба «Шинник».

## Клубная карьера
До того, как попасть в футбол, Бозов занимался плаваньем, однако удовольствия от него он не получал и его отец предложил ему пойти в футбол. Когда Бозову было четыре года, он вместе с отцом выходил во двор, где он обучал его игре в футбол. В шесть лет Бозова привели в секцию в Братееве, где он провёл одну тренировку и после чего решил остаться. Позже он перешёл в академию «Красногвардейца», где Бозова заметили селекционеры московского «Динамо» и пригласили к себе в академию, в которой он провёл полтора года. Через пару недель после того, как Бозов перешёл в «Динамо», ему поступило предложение от селекционеров академии московского «Спартака», однако на тот момент уже были достигнуты все договорённости с «Динамо». Со временем он стал получать меньше игрового времени, а интерес «Спартака» оставался и Бозов перешёл в их академию. В детстве играл впереди, чаще всего — атакующего полузащитника, в академии «Спартака» стал играть на позиции защитника.
С 2021 года начал привлекаться к играм в Юношеской футбольной лиге. 28 февраля 2021 года дебютировал в ЮФЛ-1 в матче против «Академии Коноплёва» (1:1), а 3 апреля 2021 года дебютировал в ЮФЛ-2 в матче против «Ростова» (3:2). 20 июля 2021 года подписал свой первый контракт со «Спартаком». Летом 2022 года был переведён в молодёжную команду «Спартака», выступающую в Молодёжной футбольной лиге. Дебютировал в МФЛ 15 июля 2022 года в матче против «Нижнего Новгорода» (0:0). 6 июля 2023 года был назначен капитаном молодёжной команды «Спартака». Первый мяч за молодёжную команду забил 28 июля 2023 года в матче против «Мастер-Сатурна» (5:1), реализовав пенальти на 37-й минуте встречи. В сезоне 2023 в МФЛ Бозов провёл все 19 туров от звонка до звонка (1710 минут).
Зимние сборы 2024 года проводил вместе с основным составом «Спартака». В феврале 2024 года был направлен в расположение воссозданного фарм-клуба «Спартака-2», где начал сезон в качестве капитана команды. Дебютировал за «Спартак-2» 7 апреля 2024 года в матче 1-го тура Второй лиги (дивизиона «Б») против «Иркутска» (1:0), проведя на поле весь матч. За основной состав «Спартака» дебютировал 25 мая 2024 года в матче 30-го тура чемпионата России 2023/24 против «Оренбурга» (0:0), выйдя на 66-й минуте вместо Леона Классена.
20 июля 2024 года перешёл в «Балтику», подписав контракт до 30 июня 2029 года.

## Карьера в сборной
Бозов вызывался в юношеские сборные России различных возрастов. В марте 2020 года был вызван Вадимом Гараниным в состав сборной России до 15 лет, за которую провёл один матч. В сентябре 2021 года был вызван Владимиром Волчеком в состав сборной России до 17 лет, проведя в её составе шесть матчей. В сентябре 2022 года Волчек вызвал Бозова в сборную России до 18 лет, за которую он провёл четыре матча. В марте 2023 года под руководством Ивана Шабарова провёл один матч в составе сборной России до 19 лет.
В августе 2023 года был впервые вызван Иваном Шабаровым в состав молодёжной сборной России. 8 сентября 2023 года дебютировал за сборную России до 21 года в товарищеском матче против сборной Узбекистана до 18 лет, выйдя на 53-й минуте встречи.

## Статистика
| Выступление      | Выступление       | Выступление      | Лига | Лига | Кубки | Кубки | Итого | Итого |
| Клуб             | Лига              | Сезон            | Игры | Голы | Игры  | Голы  | Игры  | Голы  |
| ---------------- | ----------------- | ---------------- | ---- | ---- | ----- | ----- | ----- | ----- |
| Спартак (Москва) | Премьер-лига      | 2023/24          | 1    | 0    | 0     | 0     | 1     | 0     |
| Спартак (Москва) | Итого             | Итого            | 1    | 0    | 0     | 0     | 1     | 0     |
| → Спартак-2      | Вторая лига («Б») | 2024             | 7    | 0    | —     | —     | 7     | 0     |
| → Спартак-2      | Итого             | Итого            | 7    | 0    | —     | —     | 7     | 0     |
| Всего за карьеру | Всего за карьеру  | Всего за карьеру | 8    | 0    | 0     | 0     | 8     | 0     |

1. ↑  В графу «Кубки» вносится статистика в национальных кубках, кубках лиг и суперкубках.